# Can Perarnau (Riells i Viabrea)
Can Perarnau és una masia de Riells i Viabrea (Selva) inclosa a l'Inventari del Patrimoni Arquitectònic de Catalunya.

## Descripció
Està situat a 490 m d'altitud i a poc més d'1 km de l'església de Sant Martí de Riells. Tot i que la construcció original era del segle xv, l'edifici actual correspon al segle xvii.
L'edifici principal consta de planta baixa i dos pisos superiors amb vessants a façana i cornisa catalana de tres filades de teules. El portal és d'arc de mig punt amb grans dovelles. Algunes de les finestres són quadrangular amb llinda monolítica i ampit motllurat. A l'altura del primer pis hi ha una antiga obertura cegada. La resta d'obertures són simples.
A l'interior, que es troba en estat ruïnós, s'observen les reformes realitzades al llarg del segle XX amb un paviment de rajoles hidràuliques i una llar de foc de rajol. Els sostres són d'embigat de fusta.
Al costat dret i a la part posterior hi ha diversos cossos adossats que corresponen a l'habitatge dels masovers i a les dependències de servei (les corts, el graner, etc.) on cal destacar una columna de grans dimensions que sustenta un dels porxos.

## Història
Era el centre d'una de les propietats més importants de Riells. L'any 1497 en el Turó de Morou consta un empriu que es repartia entre cinc propietaris i un d'ells era la casa forta de can Pere Arnau.
L'any 1854 els corrals de Perarnau encara estaven subjectes al pagament d'un cens al Duc de Medinacelli.
Aquesta masia ha estat habitada fins als anys 70 del segle XX i actualment es troba abandonada i en procés d'enrunament.